# Temporada 1987-1988 del Club Joventut Badalona
La temporada 1987-1988 va ser la 49a temporada en actiu del Club Joventut Badalona des que va començar a competir de manera oficial. La Penya va disputar la seva 32a temporada a la màxima categoria del bàsquet espanyol, acabant la fase regular en la quarta posició del grup i classificant-se per disputar els play-offs, no podent millorar la segona posició assolida la temporada anterior. L'equip també va ser finalista de la Recopa d'Europa i de la Supercopa espanyola, semifinalista de la Copa del Rei i de la Copa Príncep d'Astúries, i campió de la Lliga catalana.

## Resultats
Recopa
En aquesta edició de la Recopa d'Europa el Joventut va disputar la final celebrada a Grenoble davant el Limoges, perdent per 96 a 89. Prèviament havia eliminat l'AB Contern (Luxemburg) a vuitens de final, va superar la lligueta de quarts com a primer classificat del seu grup, i es va desfer del TSV Bayer 04 Leverkusen a les semifinals.
Lliga ACB
A la Lliga ACB finalitza la primera fase com a segon classificat del seu grup, i com a quart en la lligueta de la segona fase, classificant-se per disputar els play-offs pel títol. A quarts de final va eliminar l'Estudiantes en dos partits, però en semifinals va caure davant el FC Barcelona en el cinquè partit. Va acabar la competició en la quarta posició.
Copa del Rei
En aquesta edició de la Copa del Rei el Joventut va quedar eliminat a semifinals en perdre davant el Reial Madrid CF per 101 a 99. Prèviament, la Penya havia eliminat a quarts de final el CB CajaCanarias (107-87).
Copa Federació - Supercopa
El Joventut va disputar la final de la Copa Federació, que es va celebrar a Vigo, perdent per 91 a 88 davant el FC Barcelona.
Lliga catalana
La Penya va quedar primera al seu grup de semifinals de la Lliga catalana, classificant-se per disputar la final al Palau d'Esports de Barcelona. Va guanyar la final davant el FC Barcelona per 90 a 82.

## Plantilla
La plantilla del Joventut aquesta temporada va ser la següent:
| Club Joventut Badalona: plantilla 1987-88 |       |      |
| Jugador                                   | Pos.  | A.   |
| Juan Rosa                                 | Aler  | 2.06 |
| Josep Maria Margall                       | Aler  | 1.98 |
| Josep Antoni Montero                      | Base  | 1.93 |
| Xavier Crespo                             | Aler  | 2.01 |
| David Solé                                | Base  | 1.84 |
| Carlos Ruf                                | Pivot | 2.10 |
| Rafa Jofresa                              | Base  | 1.83 |
| Tomàs Jofresa                             | Base  | 1.84 |
| Jordi Villacampa                          | Aler  | 1.96 |
| Jordi Pardo                               | Aler  | 1.92 |
| Juan Antonio Morales                      | Pivot | 2.11 |
| Dani Pérez                                | Aler  | 1.98 |
| Reggie Johnson                            | Pivot | 2.06 |
| Joe Meriweather                           | Pivot | 2.08 |

| Club Joventut Badalona: staff 1987-88 |                  |
| Nom                                   | Funció           |
| Alfred Julbe                          | Entrenador       |
| Randy Knowles                         | Assistent        |
| Joaquim Forteza                       | Preparador físic |

### Baixes
| Baixes a l'inici de temporada |       |
| Jugador                       | Pos.  |
| Antón Soler                   | Pivot |
| Paco Jiménez                  | Aler  |
| Sergi López                   | Base  |
| Eric Bartolomé                | Aler  |
| Mike Schultz                  | Pivot |